# Hortusbuurt
De Hortusbuurt is een buurt in de wijk Centrum van de Nederlandse stad Groningen. De wijk ligt tussen het Noorderplantsoen en de oude binnenstad. De naam verwijst naar de voormalige Hortus van de universiteit die in deze buurt gevestigd was. De buurt werd tot 2014 ook wel aangeduid als Binnenstad-Noord, maar deze buurtaanduiding wordt door de gemeente Groningen nu voor het noordelijk deel van de binnenstad gebruikt.

## Ontstaan

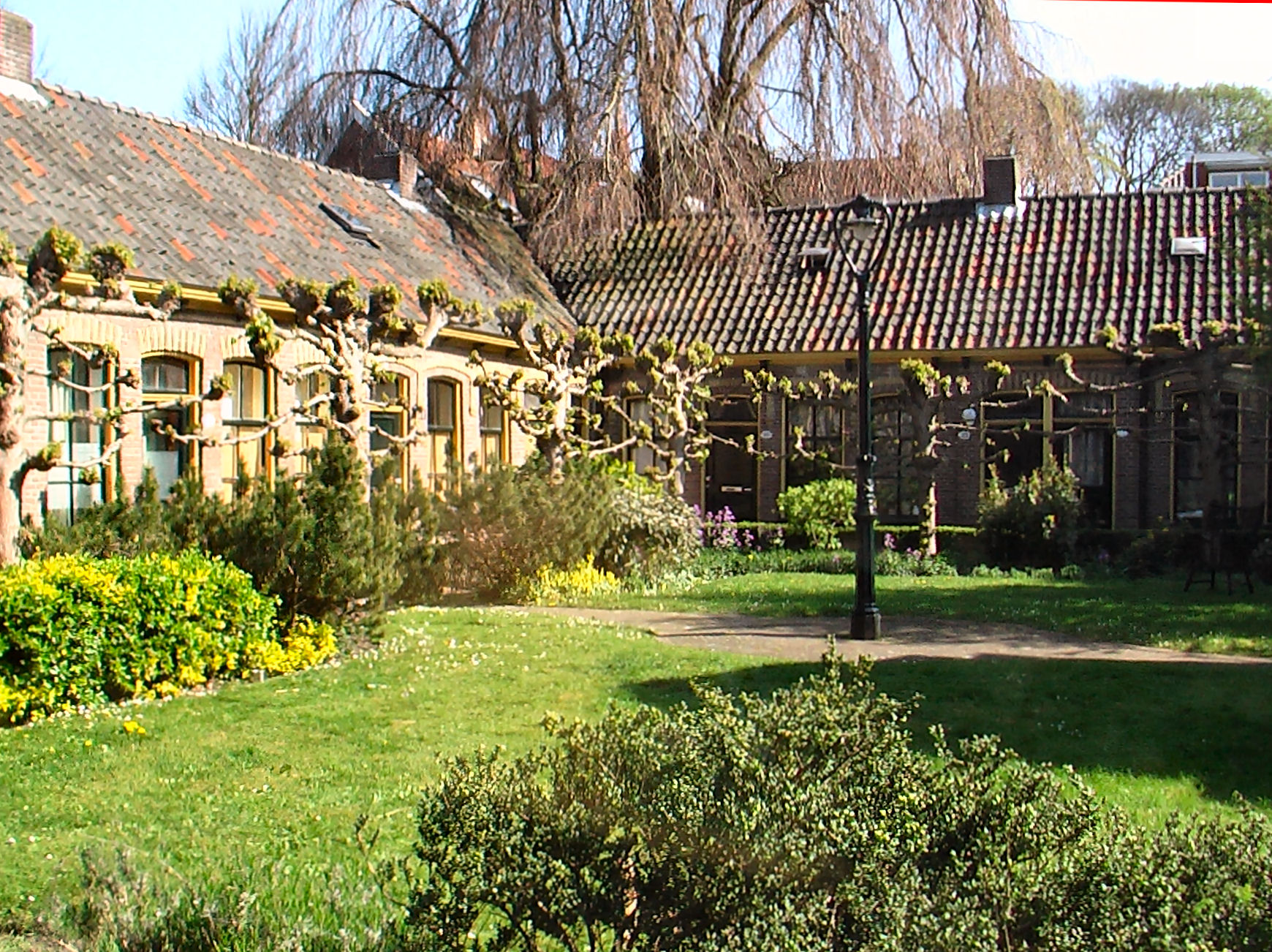
Het Middengasthuis aan de Kleine Rozenstraat

### Voorgeschiedenis
De plek van de buurt vormde in de middeleeuwen onderdeel van de noordes van Groningen, die onderdeel vormde van de buurmande (gezamenlijke grond) van de bewoners uit het noorden van de stad. Er werden veel veldkeien gedolven voor de aanleg van wegen. Tussen de Brouwerstraat noordzijde en de Nieuwe Ebbingestraat oostzijde bevond zich begin 16e eeuw de splitsing van het noordelijkste punt van de Hereweg (Nieuwe Boteringestraat) richting Winsum en Garnwerd en de Kleiweg naar Bedum. Op deze plek 'bij de Brunne' stond voor de aanleg van de Hortusbuurt een kapel die in een oorkonde uit 1514 wordt genoemd. In 1570 werd er een bestaand katholiek kerkhof uitgebreid op een stuk van de buurmande buiten de oude Boteringepoort. In 1580 werd in verband met de dreiging van Staatse aanvallen door de Spaanse bevelhebber opdracht gegeven tot de sloop van alle huizen buiten de Ebbingepoort, waarbij vermoedelijk ook de kapel werd gesloopt.

### Ontstaan
De Hortusbuurt omvat het noordelijke deel van de grote stadsuitleg van Groningen uit het begin van de 17e eeuw. Hierbij werd aan de noordkant van de stad een groot gebied binnen de stadsgrenzen gebracht. Dit gebied werd in het westen en noorden begrensd door de nieuwe stadswallen, het huidige Noorderplantsoen. De oostgrens van de Hortusbuurt was het noordelijk deel van de oostelijke vestinggracht (de huidige Bloemsingel). 
De uitbreiding was nogal ambitieus. Het nieuwe stadsdeel bleef heel lang dun bebouwd. Wel werden er in de nieuwe stad relatief veel hofjes en gasthuizen gebouwd, de Hortusbuurt is daarmee een van de hofjesrijkste wijken van Nederland.
Centraal in het gebied staat de Nieuwe Kerk, die oorspronkelijk bedoeld was ter vervanging van de Sint Walburgkerk. Het huidige Nieuwe Kerkhof wordt op oude kaarten dan ook aangeduid als Nieuwe Sint-Walburgkerkhof.

### Ebbingekwartier
Het terrein tussen het Boterdiep en de Bloemsingel had eeuwenlang geen woonbestemming. In 1854 werd hier de gasfabriek gebouwd, waarvan de schoorsteen nog aan het Boterdiep te vinden is. In 1903 is hier een Japanse tentoonstelling gehouden die in de volksmond Wereldtentoonstelling genoemd werd.  Begin 21e eeuw werd dit gebied herontwikkeld tot woonlocatie onder de naam CiBoGa (Circus-, Boden- en Gasterrein). Later werd deze naam gewijzigd naar Ebbingekwartier.

## Universiteit
In de wijk is tegenwoordig de faculteit GMW (gedrags- en maatschappijwetenschappen), met de studies pedagogiek, psychologie en sociologie, van de Rijksuniversiteit Groningen gevestigd.
Die vestiging is een klein restant van de plannen die de Universiteit oorspronkelijk had ontwikkeld voor de Hortusbuurt. Die plannen, ontworpen in de jaren zestig van de twintigste eeuw gingen uit van een volledige sloop van de wijk, waarna de gehele wijk universitair terrein zou worden. Tegen die plannen rees zeer veel verzet.
Ook later, vlak voor en na de eeuwwisseling, waren er weer plannen voor uitbreiding van de RuG, dit keer met name in de oude Hortustuin. Na langdurige protesten en processen werd in 2008 aan de rand van de oude tuin gebouwd.

## Monumenten
De Hortusbuurt kent diverse gemeentelijke en rijksmonumenten, variërend van een watertoren, de oude Rijks HBS, diverse herenhuizen, diverse oude gasthuizen tot oude graanpakhuizen. Sinds oktober 2007 is ook het pompstation aan de Turfsingel, ontworpen door architect Willem Dudok een rijksmonument.
In de oude Hortustuin zijn verschillende soorten stinsenplanten te vinden, waaronder de keizerskroon, daslook en de winterakoniet.

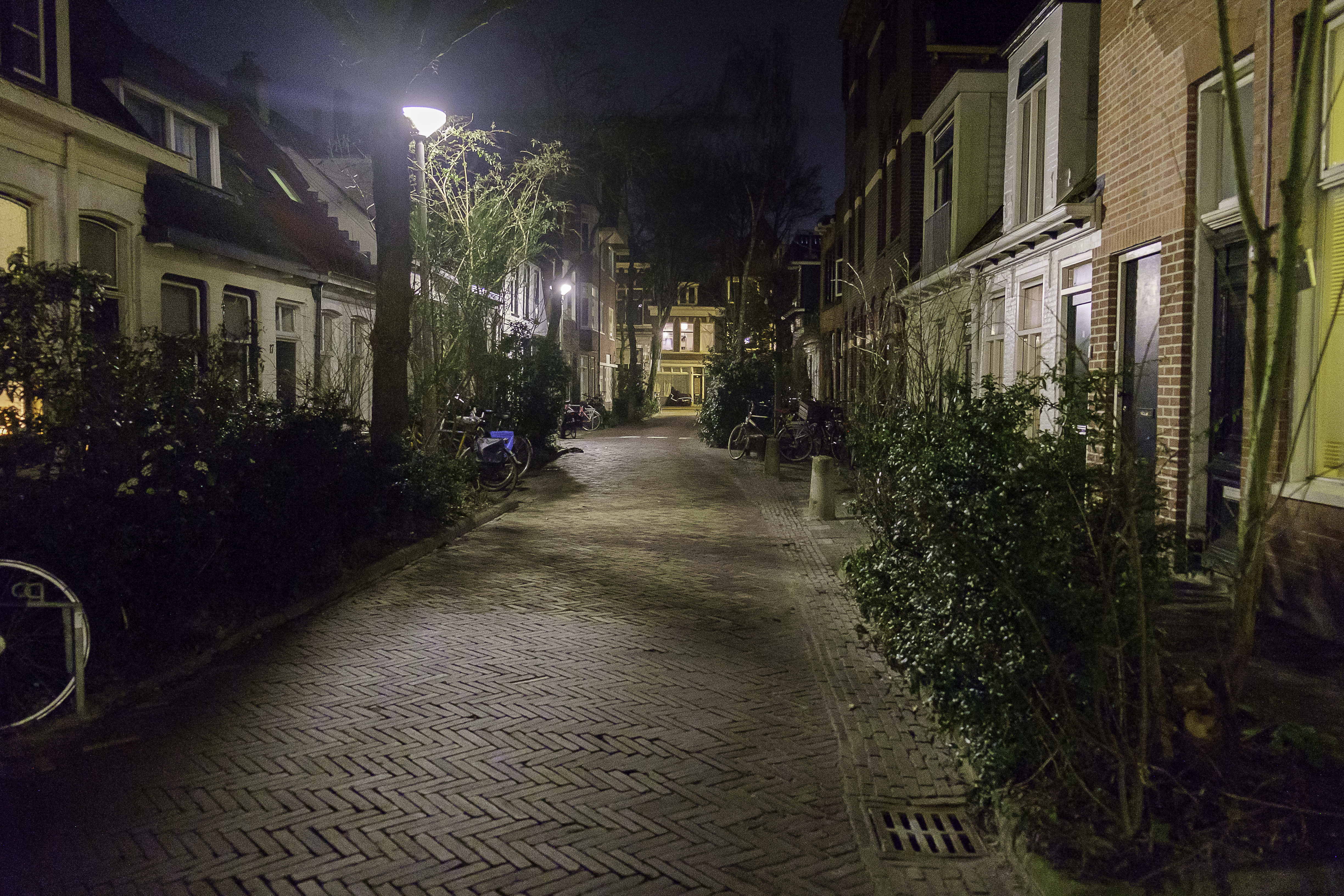
Kleine Appelstraat in de Hortusbuurt bij avond
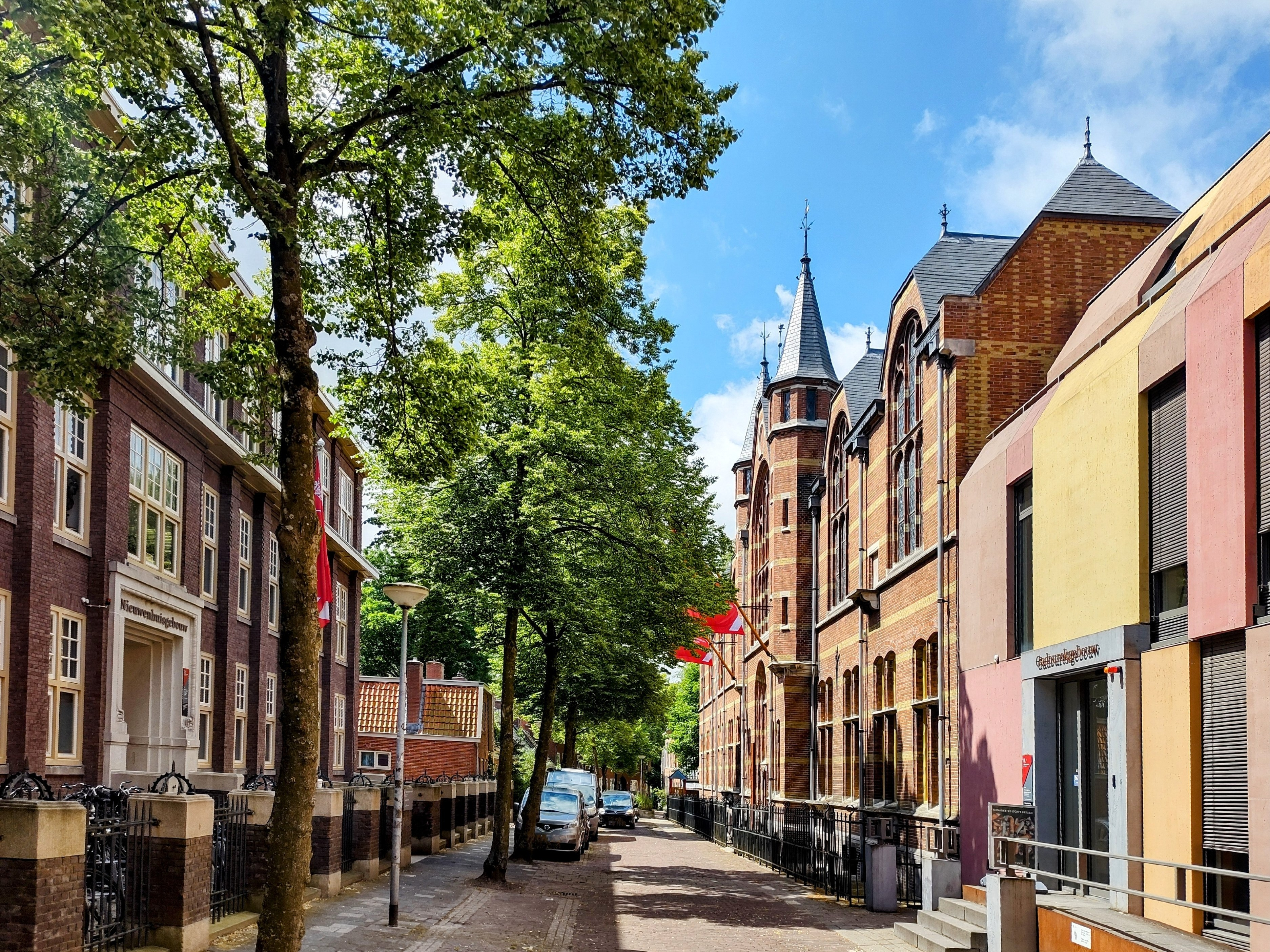
Grote Rozenstraat met gebouwen van de Rijksuniversiteit Groningen